# Pointe Coupee Parish
Pointe Coupee Parish (franska: Paroisse de la Pointe Coupée)  är ett administrativt område, parish, i delstaten Louisiana, USA. År 2010 hade området 22 802 invånare. Den administrativa huvudorten är New Roads.

## Geografi
Enligt United States Census Bureau har countyt en total area på 1 530 km². 1 444 av den arean är land och 86 km² är vatten.

### Angränsande områden
- Concordia Parish - norr
- West Feliciana Parish - nordost
- West Baton Rouge Parish - öster
- Iberville Parish - söder
- Saint Martin Parish - sydväst
- Saint Landry Parish - väster
- Avoyelles Parish - nordväst